# Jorge Quiroga Ramírez
Pour les articles homonymes, voir Jorge Ramírez et Quiroga.
 (août 2025).
Si vous disposez d'ouvrages ou d'articles de référence ou si vous connaissez des sites web de qualité traitant du thème abordé ici, merci de compléter l'article en donnant les références utiles à sa vérifiabilité et en les liant à la section « Notes et références ».
Jorge Fernando « Tuto » Quiroga Ramírez est un homme d'État bolivien né le 5 mai 1960 à Cochabamba. Vice-président de la République (1997-2001) sous le mandat de Hugo Banzer Suárez, il lui a succédé comme président de la République du 7 août 2001 au 6 août 2002.
Candidat présidentiel défait aux élections générales de 2005 et de 2014, il se présente à celles de 2025 sous la bannière de la coalition Libre, où il se qualifie pour le second tour.

## Biographie

### Jeunesse et formation
Jorge Fernando Quiroga Ramírez naît le 5 mai 1960 à Cochabamba. Après des études à Santa Cruz de la Sierra, il part vers les États-Unis pour y étudier le génie industriel où il obtient un diplôme de l'université A&M du Texas en 1981. Jusqu'à son retour en Bolivie en 1988, il travaille pour IBM, dans la ville d'Austin au Texas. Durant ce temps, il obtient un MBA de l'université de St. Edward, toujours à Austin. Il œuvre ensuite pour la compagnie minière bolivienne Mintec, avant de rejoindre la Banque de commerce de Bolivie dont il devient le vice-président du département des projets et des investissements.

### Parcours politique

#### Premières années
Sa carrière politique démarre à la fin des années 1980 lorsqu'il rejoint l'Action démocratique nationaliste (ADN) de l'ancien dictateur Hugo Banzer Suárez. En 1989, au sein du gouvernement de coalition de Jaime Paz Zamora, il devient sous-secrétaire de l'Investissement public et de la Coopération internationale au ministère de la Planification, puis ministre des Finances en 1992. Il est plus tard nommé gouverneur de la Banque mondiale, ainsi que de la Corporation pour le développement des Andes.
En 1993, il dirige la campagne électorale de l'ADN, qui voit cependant le parti défait aux élections générales.

#### Vice-présidence de la République
À l'occasion des élections générales de 1997, Quiroga est élu vice-président de la République sous la présidence de Hugo Banzer Suárez. Âgé de 37 ans, il devient ainsi le plus jeune vice-président de l'histoire du pays. Se développe rapidement une dissension au sein du parti entre les partisans de Banzer et ceux de Quiroga. La faction de Banzer, composée majoritairement de la vieille garde du parti et moins portée vers la promotion de l'idéologie du parti, demeure davantage soucieuse de conserver le pouvoir et de préserver la réputation historique du président. Celle de Quiroga, au contraire, est composée de technocrates partisans d'un libre marché pur et dur et est bien plus encline que la faction présidentielle à recourir à la force contre les manifestants s'opposant aux actions gouvernementales. Au début de 2000, d'importantes manifestations – nommées la guerre de l'eau – ébranlent la paix sociale principalement à Cochabamba où la population s'oppose à la privatisation des services d'alimentation en eau de la municipalité.

#### Présidence de la République
Le 7 août 2001, atteint d'un cancer du poumon, Banzer démissionne de ses fonctions et cède sa place à son vice-président afin qu'il complète son mandat de cinq ans. Dès son entrée en fonction, il promet de redresser en cinq mois l'économie chancelante du pays et met en place le « Plan Tuto » afin de surmonter la récession économique qui secoue le pays grâce à une politique budgétaire stricte, à des investissements étrangers, à une loi sur les fonds d'investissement économique et à un plan de création d'emplois. Les résultats sont cependant limités, voire nuls : la Bolivie connaîtra ensuite la plus faible progression (1,2 %) de son PIB de toute l'Amérique du Sud, la forte pauvreté augmentera substantiellement et les zones rurales sont frappées par d'importants niveaux de sous-développement humain.
Dans une entrevue au New Yorker, Quiroga annonce ses intentions de faire de la Bolivie le « cœur vital de l'Amérique du Sud » grâce aux exportations de gaz, à la construction d'une autoroute intercontinentale reliant le Brésil et le Chili passant par Cochabamba et à l'installation d'un réseau de fibre optique. Il déclare également que « l'hypocrisie des États-Unis et de l'Europe en matière de libre-échange » constituent des freins au développement de la Bolivie, eux qui incitent le pays à être compétitif tout en maintenant cependant des droits de douane qui ne permettent au pays d'exporter vers le Nord ses produits textiles et agricoles. 
À propos de la guerre de l'eau, il déclare dans cette même entrevue que « bien des choses auraient certainement pu être différentes en cours de route, de la part de nombreux acteurs différents », mais que « le résultat final est que nous nous retrouvons aujourd'hui avec une ville sans solution au problème de l'eau » et qu'au final, il sera « nécessaire de faire appel à des investissements privés pour développer l'eau ».
Il restera au pouvoir jusqu'au 6 août 2002, date prévue de la fin du mandat, et sa présidence sera généralement définie comme étant d'orientation néolibérale. 

### Après la présidence

#### Élection présidentielle de 2005

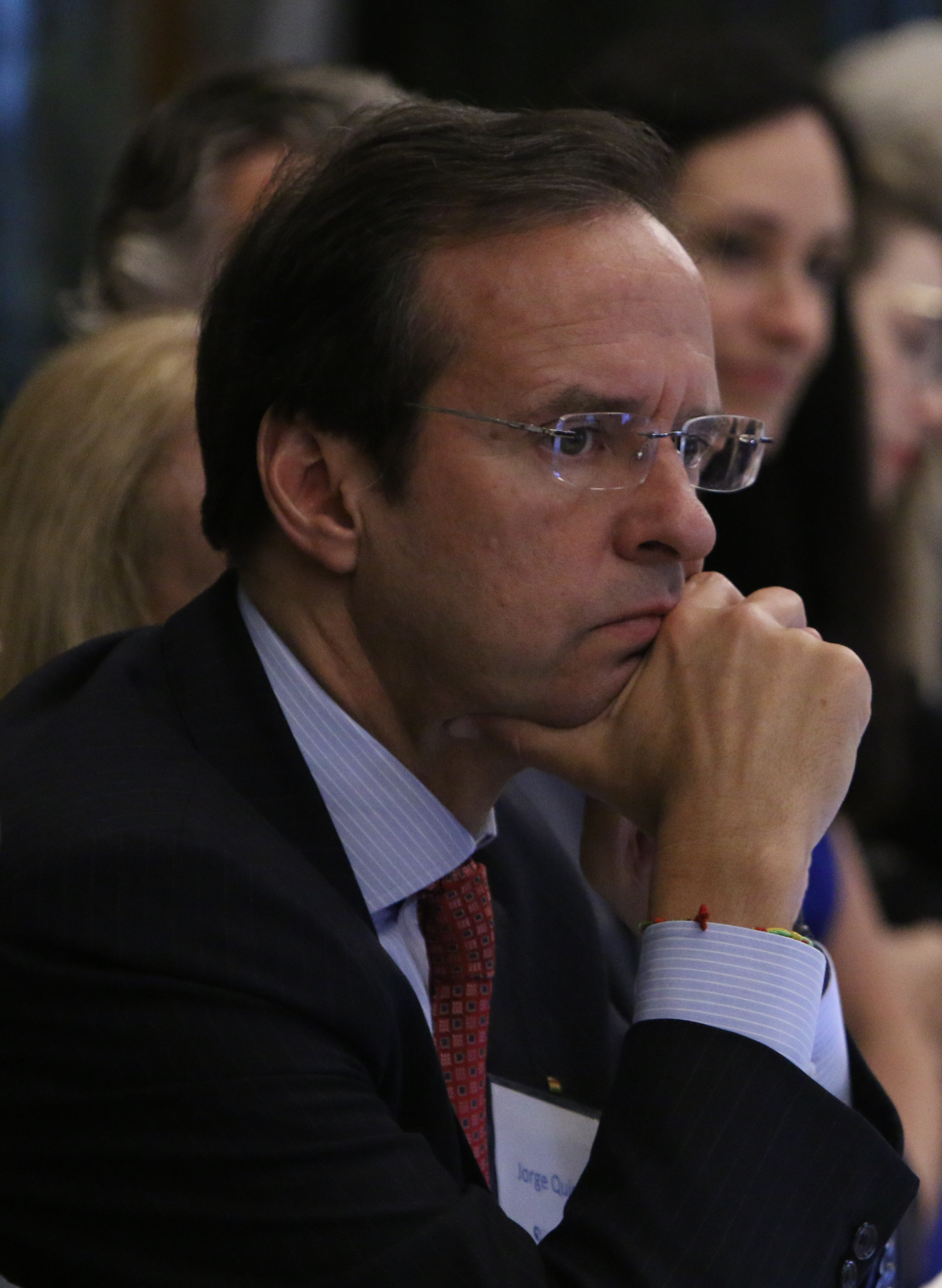
Jorge Quiroga en 2019.

En 2004, Quiroga démissionne de son poste de chef de l'ADN et forme la coalition politique libérale Podemos avec 40 organisations citoyennes. En décembre 2005, il perd l’élection présidentielle face au candidat du Mouvement vers le socialisme, Evo Morales.

#### Élection présidentielle de 2014
En 2014, il se présente à l'élection présidentielle sous la bannière du Parti démocrate-chrétien avec Tomasa Yarhui Jacomé, avocate et ancienne ministre des Affaires agricoles sous sa présidence. Il obtient la troisième place et 9,04 % des voix. 

#### Candidature avortée à la présidentielle de 2020
Quiroga se présente à nouveau à l’élection présidentielle en 2020 sous la bannière de Libre 21, une coalition dans laquelle fait partie le Mouvement nationaliste révolutionnaire, le parti auquel il a adhéré,. Il est cependant crédité de moins de 3 % des intentions de vote et retire finalement sa candidature,. 

#### Élection présidentielle de 2025
En 2025, lors des élections générales, il se présente à la présidence de l'État avec l'entrepreneur Juan Pablo Velasco comme colistier pour Libre, une coalition formée du Front révolutionnaire de gauche et du Mouvement démocrate social. Tout au long de la campagne électorale, les sondages lui créditent environ 20 % des voix, derrière Samuel Doria Medina. Quiroga bénéficie d'un fort soutien parmi les classes supérieures, notamment à La Paz, et parmi les principaux acteurs du secteur privé. Lors du scrutin, il arrive en deuxième position avec environ 27 % des voix et se qualifie pour le second tour face à Rodrigo Paz Pereira, donnant lieu à un duel de droite.  

### Idéologie
Tout au long de sa carrière politique, Jorge Quiroga a toujours été considéré comme une personnalité proche et appréciée du monde des affaires, ainsi que des États-Unis, même s'il a toujours affirmé représenter les intérêts de la classe moyenne. Concernant son idéologie, il se dit libéral, néolibéral et de droite.